# La Boudeuse (Watteau)
Pour les articles homonymes, voir Boudeuse.
La Boudeuse (ou La Femme capricieuse) est un tableau du peintre français Antoine Watteau conservé au musée de l'Ermitage à Saint-Pétersbourg. Datant de la période de la Régence française (1716-1719), le tableau est longtemps resté en Angleterre dans les collections de l'homme d'État Robert Walpole, de son fils l'écrivain Horace Walpole et de leurs héritiers ; ayant changé plusieurs de fois de propriétaire au milieu du XIXe siècle, il entra dans la collection du comte Stroganov à Saint-Pétersbourg. Il est depuis 1923 dans la collection de l'Ermitage.

## Description
La toile représente au premier plan un jeune couple au milieu d'un paysage, exemple plutôt rare de composition de parc à deux figures. La jeune femme porte une robe olive foncée et son amant est vêtu d'un caftan jaune et d'un béret rouge vif surmonté d'une plume d’autruche. Le couple est dans un parc, la fille est assise sur un piédestal de pierre, dos à son compagnon, et a une expression quelque peu maussade sur son visage. Au loin, on peut voir un couple se promener et des groupes de personnes assises sur l'herbe.
Plus d'une fois l'objet d'interprétations d'historiens de l'art, elle est considérée comme l'une des meilleures « scènes galantes » de la dernière période de l'œuvre de Watteau. Cependant, une gravure de ce tableau, réalisée par l'artiste anglais Philippe Mercier, n'a pas figuré dans la collection de gravures d'après les peintures de Watteau : cela a provoqué un différend sur la paternité du tableau, qui a finalement été résolu au cours d'une étude de son histoire de propriété.
Le tableau est exposé dans la salle 284 du Palais d'Hiver. Pour une meilleure conservation, le tableau est placé dans une vitrine spéciale.

## Œuvres apparentées
La toile se rapproche de deux autres tableaux célèbres de Watteau, datant de 1716 à 1718 :  Le Festin d'amour  (Galerie des Maîtres Anciens, Dresde) et Les Joies du bal  (Dulwich Picture Gallery, Londres). Dans Le Festin d'amour, la figure et la pose de l'homme du tableau de l'Ermitage sont presque entièrement répétées, seule la couleur de ses vêtements diffère ; dans Les Joies du bal, l'une des dames porte une robe noire à manches fendues semblable à celle représentée dans le tableau de l'Ermitage. L'image d'un homme allongé coiffé d’un béret est également utilisée dans la composition Les Entretiens amoureux, connue d’une gravure du pastelliste Jean-Michel Liotard.

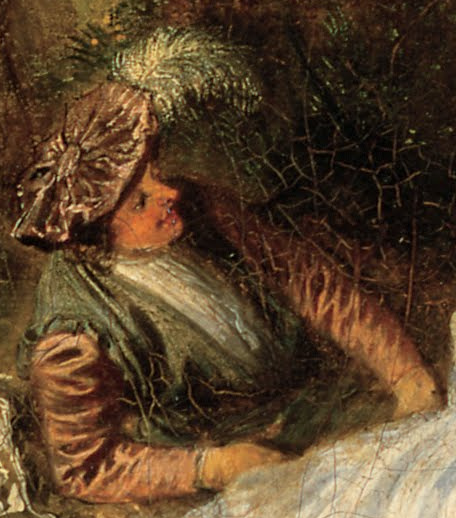
Watteau, La Fête de l'Amour - détail de l'homme - Galerie des Maîtres Anciens, Dresde.
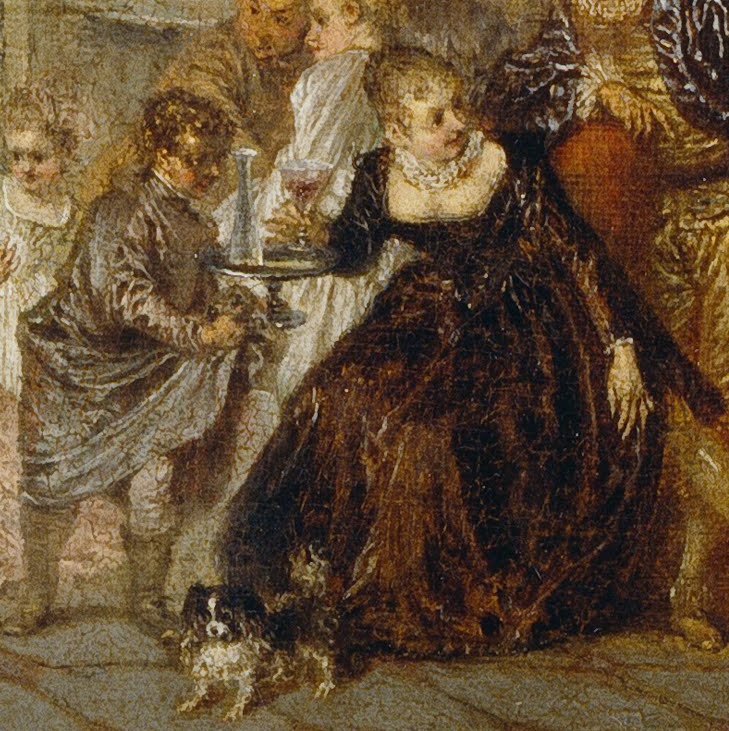
Watteau, Les Plaisirs du Bal - détail - Dulwich Picture Gallery, Londres.
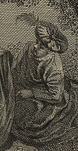
Jean Michel Liotard - Gravure, Entretiens amoureux, détail.

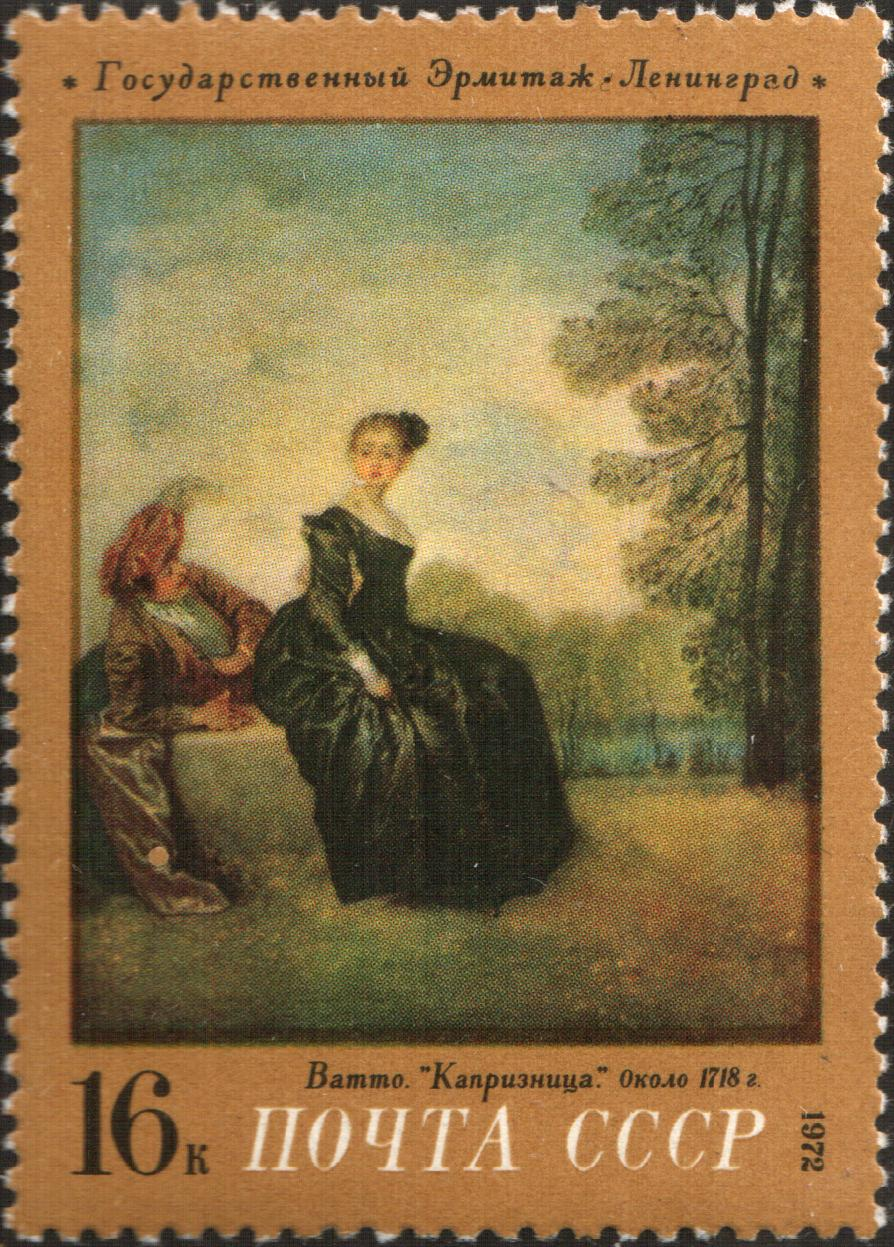
« La Femme capricieuse » sur un timbre-poste de l'URSS de 1972 (série « La peinture étrangère dans les musées de l'URSS »).

## Dans la culture populaire
En 1972, le ministère des Communications de l'URSS a émis un timbre-poste avec une reproduction du tableau.

## Liens
- « La Boudeuse » sur le site officiel de l'Ermitage
- « La Boudeuse » sur le site de l'exposition « Horace Walpole's Strawberry Hill »

## Source de traduction
- (ru) Cet article est partiellement ou en totalité issu de l’article de Wikipédia en russe intitulé « Капризница » (voir la liste des auteurs).